# Gradec, Pivka
Gradec je naselje v Občini Pivka.